# 小行星7088
小行星7088（英語：7088 Ishtar）是一颗围绕太阳公转的小行星。1992年1月1日，卡罗琳·舒梅克、尤金·舒梅克在帕洛马山发现了此天体。
这颗小行星的绝对星等为354.6917622175029等。